# Tuckerman
Tuckerman est une ville située dans l’État américain de l'Arkansas, dans le comté de Jackson.

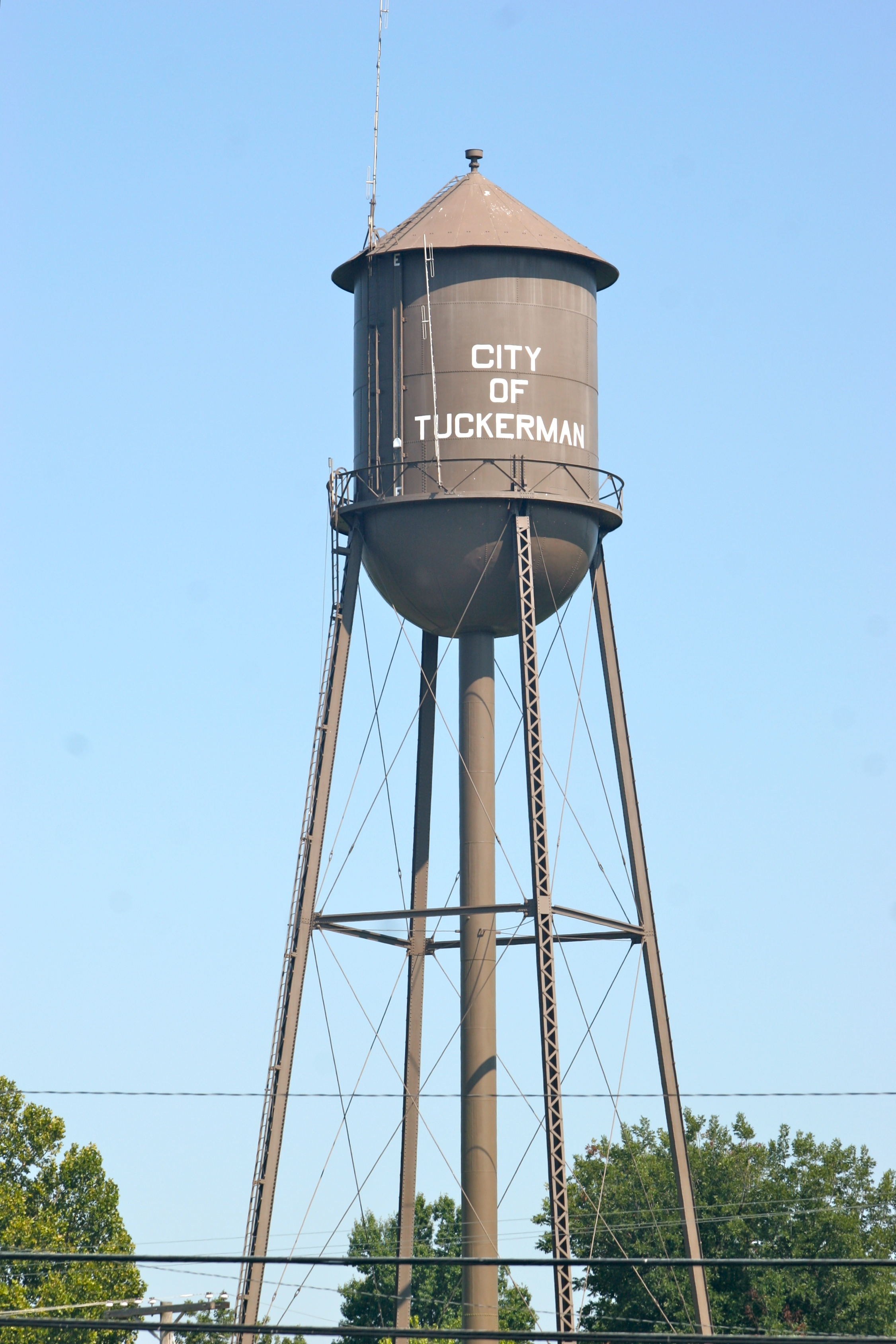
Château d'eau Tuckerman